# Wiki Loves Monuments
Wiki Loves Monuments (dansk: Wiki elsker monumenter) er en offentlig fotokonkurrence om monumenter, arrangeret af Wikimedia. I 2010 blev den afholdt første gang i Nederlandene, i 2011 blev den afholdt i flere europæiske lande, og fra 2012 er det en verdensomspændende konkurrence.

## Wiki Loves Monuments fotokonkurrencer i Danmark
- Wiki Loves Monuments 2011
- Wiki Loves Monuments 2012
- Wiki Loves Monuments 2018
- Wiki Loves Monuments 2019